# خیابان جان (تورنتو)
خیابان جان (انگلیسی: John Street) خیابانی است مرکز شهر تورنتو. از خیابان استفانی و پارک گرنج در شمال تا مرکز همایش مترو تورنتو در خیابان فرانت (تورنتو) در جنوب امتداد دارد. این مکان خانه تعدادی از مؤسسات فرهنگی تورنتو است، از جمله ساختمان‌هایی برای CBC, CTV، جشنواره بین‌المللی فیلم تورنتو.